# László János (pszichológus)
László János (Budapest, 1948. január 12. – Budapest, 2015. január 25.) a pszichológiai tudomány doktora, a szociálpszichológia nemzetközileg is jeles képviselője, a Pécsi Tudományegyetem egyetemi tanára. Legfőképpen a narratív szociálpszichológiai elmélet megalkotásáról ismert.

## Élete és útja a pszichológia felé
Gimnazista korától kezdve színház rendezői pályára készült, de amikor – igen jó eredménnyel – leérettségizett, nem indult ilyen szak a főiskolán. Két évig dolgozott a Nemzeti Színház stúdiójában. Az itt eltöltött két év után az Eötvös Loránd Tudományegyetemre jelentkezett, pszichológia szakra, mert értelmezése szerint a pszichológia tárgya, maga a lélek; a színház témája is. 
Annak ellenére, hogy távoli rokona volt Kardos Lajos, aki akkor a Pszichológia Tanszéket vezette, és annak ellenére, hogy a maximális 20 pontból 19,5 ért el a felvételin, nem vették fel. Másodszor is felvételizett, ekkor is elutasították, majd gimnáziumi tanára közbenjárásával nyert végül felvételt az egyetemre. 
Egyetemi évei alatt folyamatosan dolgozott statisztaként, segédrendezőként a Nemzeti Színház Kamaraszínházában, a mai Katona József Színházban. Végül, harmadéves egyetemistaként választás elé került, hiszen felvették színházrendezői szakra is. A pszichológiát választotta, hogy azt a szakot fejezi be az Eötvös Loránd Tudományegyetemen (1968-1973), ahol 1974-ben bölcsészdoktori fokozatot szerzett.

## Szociálpszichológiai munkássága és a narratív szociálpszichológia
Kutatási területei közé tartozott a szociális ismeretek szerveződése és reprezentációja, az irodalom pszichológia, a társas viselkedés naiv magyarázatai, a narratív pszichológia, valamint a számítógépes kvalitatív-kvantitatív szövegelemzés.
Az 1980-as években Halász Lászlóval egyetemben László János volt az amerikai-magyar novellaértelmezési pszichológuscsapat tevékeny tagja, és központi szereplője.
1992-ben Gerald Cupcihkkal nemzetközi olvasókönyvet szerkesztettek a művészetpszichológia strukturális elveiről, ahol átfogó és precíz összefoglalást készítettek a művészeti jelrendszerek társadalmi és biológiai beágyazásának elméleti és műértelmezési kereteiről.
Az utóbbi két évtizedben a narratív szociálpszichológiai elmélet megalkotását tűzte ki célul. Mikor segédszínészként játszott a Nemzeti Színházban, fogalmazta meg a kérdést, hogy vajon milyen az emberi élet dramaturgiai megjelenése. Ezt a kérdést továbbgondolva első könyvében (Dráma és előadás, 1979) egy Molière darabot a befogadók szemszögéből elemezve figyelt meg, hogy milyen a megírt szereplők, és a darabot eljátszó színészek kognitív és érzelmi dinamikája.
A narratív pszichológiai paradigma egy már régebben létező kvalitatív műfaj volt. László János szerint a csoportok és az egyének identitásukat történetek alapján alkotják meg. Erre hozott létre munkatársaival egy szövegelemző rendszert, a NarrCat-ot. A munka keretein belül pszichotematikus modulokat vizsgáltak, azon belül például érzelmi modulokat, melyeket felosztottak például értékelő, kognitív, aktivitás részre. Fontos megállapítás volt a kutatás eredményeképpen, hogy ha valaki ír valamit egy másik emberről, csoportról, történelmi eseményről, akkor azt azért írja le úgy, hogy hatást gyakoroljon a többiekre. Ezért is vizsgálták, hogy ki, kinek milyen érzelmeket tulajdonít egy szövegen belül. Ezen fontos következtetéseket pedig középiskolák történelemtankönyveinek elemzése alapján vonták le.
,,A narratív beszámolók társas cselekvésekbe ágyazódnak. Az események a narratívumok által válnak szociálisan láthatóvá, s jobbára ezek alapozzák meg az eljövendő eseményekre irányuló várakozásokat. Minthogy a narratívumok áthatják a mindennapi élet eseményeit, ezen események maguk is történetszerűekké válnak."
/László János: A történetek tudománya/

## Művei

### Magyar nyelvű művei
- Dráma és előadás (1979). Budapest: Akadémiai Kiadó
- Buda Béla–László János: Beszéd a szavak mögött; TK, Budapest, 1981 (Membrán könyvek)
- Válogatás a szociális megismerés szakirodalmából (1988). Budapest: Tankönyvkiadó
- Szerep, forgatókönyv, narratívum (1998). Budapest: Scientia Humana
- Társas tudás, elbeszélés, identitás (1999). [Budapest]: Scientia Humana Társulás; [Szentendre] : Kairosz Katolikus Szerkesztők, Kiadók, Kiadványszerkesztők Egyesülete
- A történetek tudománya. Bevezetés a narratív pszichológiába; ÚMK, Budapest, 2005 (Pszichológiai horizont)
- Történelemtörténetek. Bevezetés a narratív szociálpszichológiába (2012). Budapest: Akadémiai Kiadó

### Idegen nyelvű művei
- Cupchik G. C. and László. J. (1992, eds.). Emerging visions of the aesthetic process: Psychology, semiology and philosophy. Cambridge: Cambridge University Press.
- Goffman, E. (1981). A hétköznapi élet szociálpszichológiája. ’The social psychology of everyday life’. Edited by László, J. Gondolat, Budapest.
- Halász, L. László, J. and Pléh, Cs. (1988). The short story: Cross-cultural studies in reading short stories. Poetics 17:(4-5) pp. 287-303.
- László J. (1999). Cognition and representation in literature. The psychology of literary narratives. Akadémiai Kiadó, Budapest.
- László, J. (2008). The science of stories. Routledge, London.
- László, J. (2014):Historical Tales and National Identity: An introduction to narrative social psychology. Routledge, London.

## A szerkesztő és a tanár
Hosszú ideig (1972-2015) volt az MTA Pszichológiai Kutatóintézetének szerkesztője. A Pécsi Tudományegyetemen felvirágoztatva a hazai pszichológusképzés egy új műhelyét, biztos alapot teremtett a pszichológiai tudományok terjesztéséhez, felemelkedéséhez Magyarországon. Intézetet és Doktori Iskolát alapított, s ezzel otthont adott a narratív pszichológia kutatása számára, amelyet világszerte elismernek. Számos, a hazai tudományos közéletet meghatározó doktorandusz témavezetője volt. A doktoranduszok képzésében mutatott kiemelkedő eredményeit elismerve választották az Országos Doktori Tanács Elnökévé 2009-ben és 2010-ben.
- Jelentős számú tagsággal rendelkezett különböző társaságoknál, csupán néhány példa az alábbiakban felsoroltakban:
- A Magyar Tudományos Akadémia Doktori Tanácsának tagja (2001-2008)
- A Pécsi Tudomány Egyetem Bölcsészettudományi kar Doktori tanácsának elnöke volt (2001-2015)
- Magyar Pszichológiai Társaság szociálpszichológiai szekciójának titkára (1976-1985)
- Magyar Pszichológiai Társaság Irodalompszichológiai Munkabizottság (1984-1987)
- MTA Pszichológiai Bizottság tagja (1990-2015)

## Nemzetközi tagságok
- International Association of Empirical Aesthetics
A társaság alelnöke (1996-1998)
- European Association of Experimental Social Psychology
A társaság Végrehajtó Bizottságának tagja (1990-1996)
- International Association of Empirical Studies of Literature
A társaság elnöke (2000-2002)
- Summer Institute of Political Psychology (Varsó)
A tudományos tanácsadó testület tagja (2001-2015)

## Ösztöndíjak és tudományos elismerések
- 1969 vendéghallgatói ösztöndíj a Humbold Egyetemre, 1 hónap
- 1973 Tudományos Diákkörök Országos Konferenciája, Fődíj
- 1977 MTA Ifjúsági Díj
- 1978 MTA-NAS ösztöndíj az Egyesült Államokba, 5 hónap
- 1987 NAS ösztöndíj Dániába, 2 hónap
- 1991-1992 Heinrich Herz ösztöndíj, Siegeni Egyetem, 7 hónap
- 1996 NIAS ösztöndíj, Wassenaar, Hollandia, 2 hónap
- 1997–2001 Széchenyi Professzori Ösztöndíj
- 2000 Grastyán Ösztöndíj (a JPTE Pszichológiai Doktori Iskola számára)
- 2006 Az év kiemelkedő szellemi alkotása díj, Pécsi Tudományegyetem
- 2006 Kardos Lajos Emlékérem
- 2009 Az év kiemelkedő szellemi alkotása, Pécsi Tudományegyetem, 2005
- 2011 Akadémiai díj
- 2011 OTDT Jubileumi Emlékérem
- 2013 Akadémiai Nívódíj
- 2014 Ranschburg-emlékérem
- 2014 Jean-Paul Codol-díj